# Schurenbachhalde

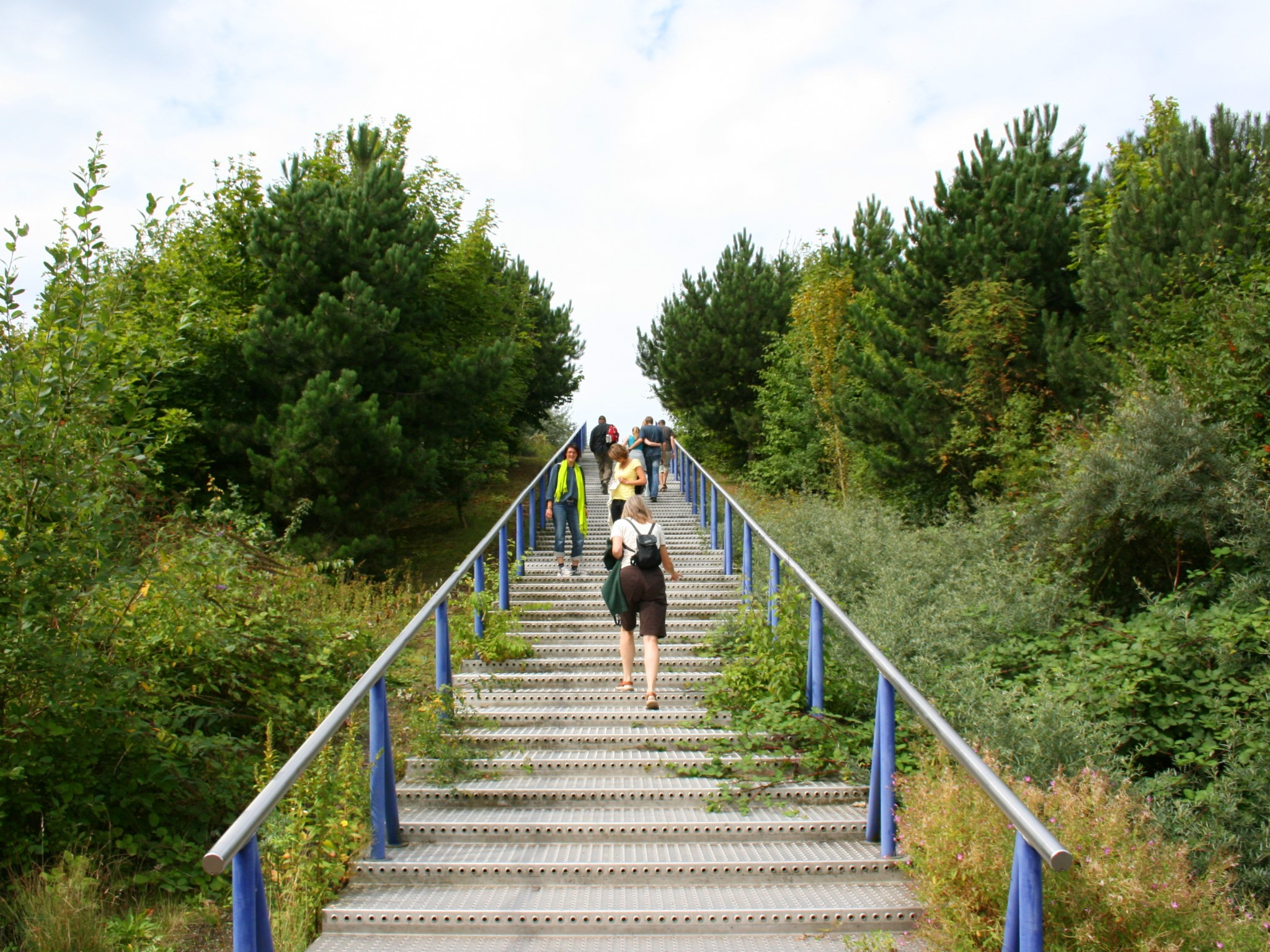
Treppenweg auf die Halde

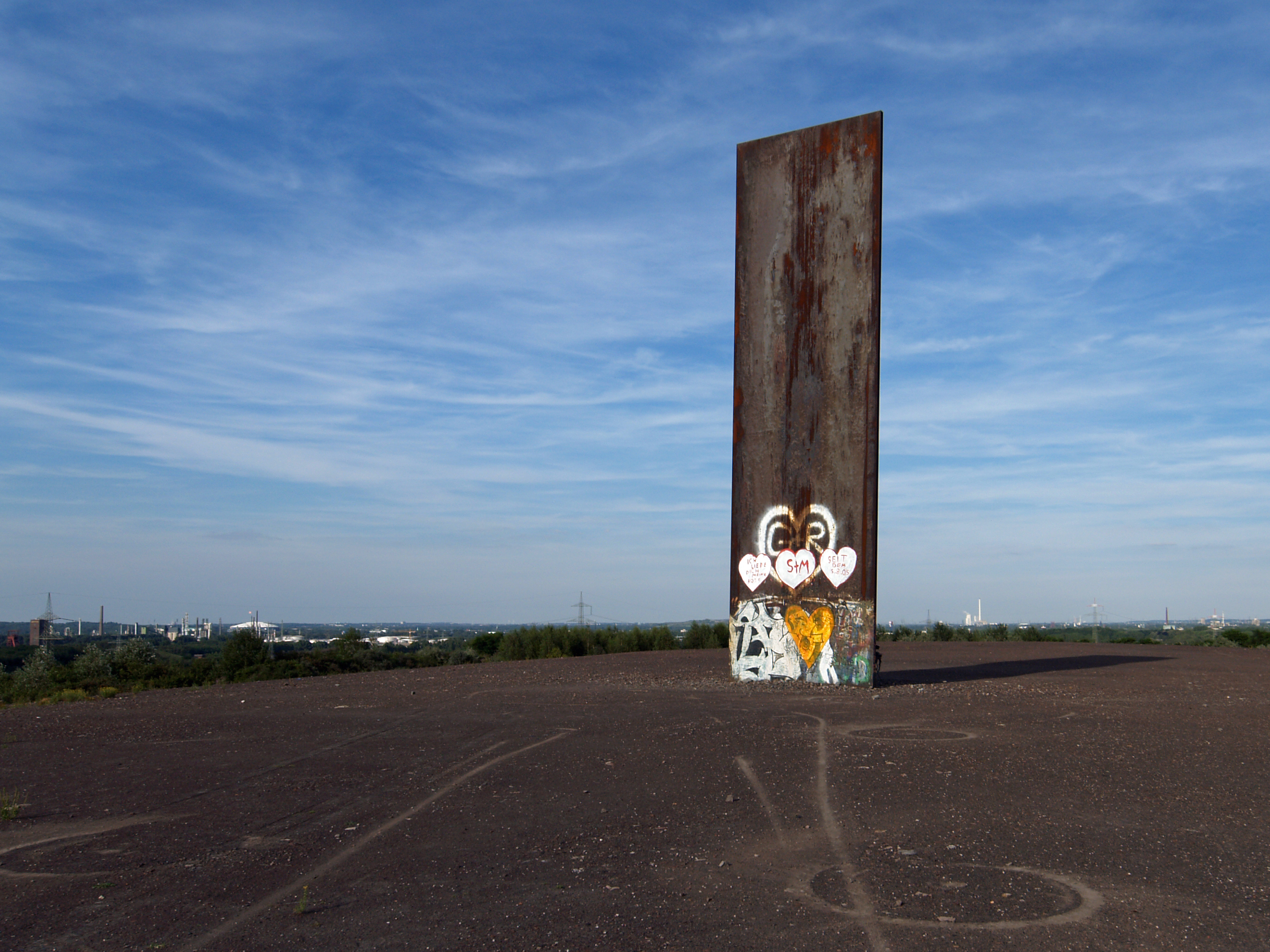
Bramme für das Ruhrgebiet

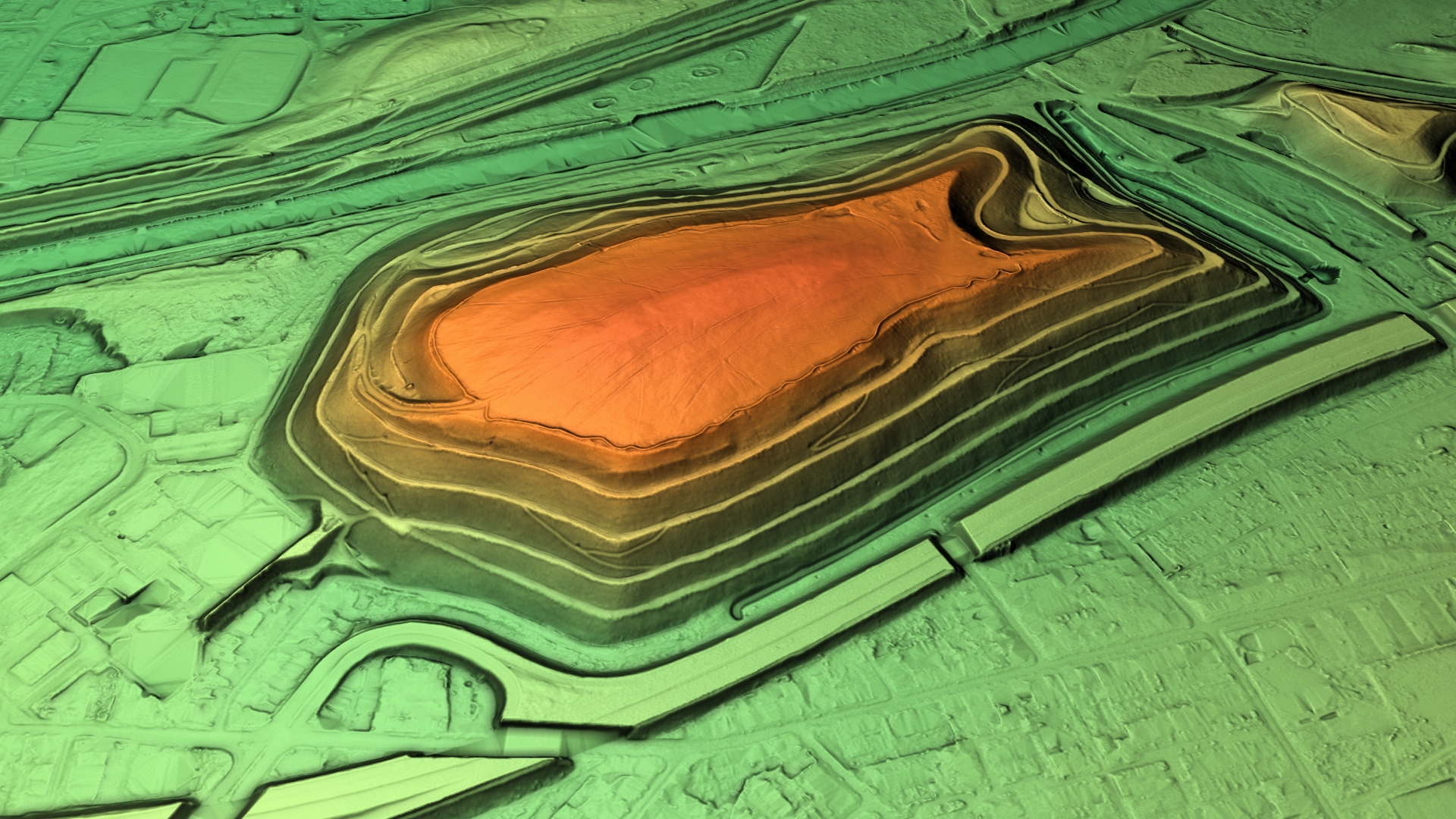
3D-Ansicht des digitalen Geländemodells

Die Schurenbachhalde ist eine etwa 50 Meter hohe (höchster Punkt 86 m ü. NN) Bergehalde des Steinkohlebergbaus im Essener Stadtteil Altenessen. Die Halde ist nach dem ab den 1970er Jahren unter ihr begrabenen Gewässer „Schurenbach“ benannt und befindet sich unmittelbar am Rhein-Herne-Kanal, zwischen Emscherstraße und Nordsternstraße und in der Nähe des Nordsternparks Gelsenkirchen.
Die Halde wurde von der Zeche Zollverein bis zur Stilllegung im Jahre 1986 zur Lagerung von Abraum genutzt. Bis zur Mitte der 1990er Jahre luden auch andere Steinkohlezechen ihren Abraum auf dieser Bergehalde ab. Anschließend wurde die Halde renaturiert und zum Landschaftsdenkmal umgebaut.
Auf dem Scheitel der Halde findet sich als Landmarke die 1998 aufgestellte, 15 Meter hohe Skulptur Bramme für das Ruhrgebiet des amerikanischen Künstlers Richard Serra.
Die Schurenbachhalde ist Teil der Route der Industriekultur und soll Teil der Internationalen Gartenausstellung 2027 werden.

## Lage, Höhenprofil
Man erreicht das Plateau der Halde mit seinem Panorama-Rundblick und der Bramme entweder über einen Treppenweg von Osten (von der Emscherstraße aus direkt nördlich der Unterführung unter der A42 bergauf nach Westen) oder auf serpentinenförmig ansteigenden Schotterwegen von Westen, per Zugang von der Nordsternstraße.

Lageplan mit Verlauf des Höhenprofils
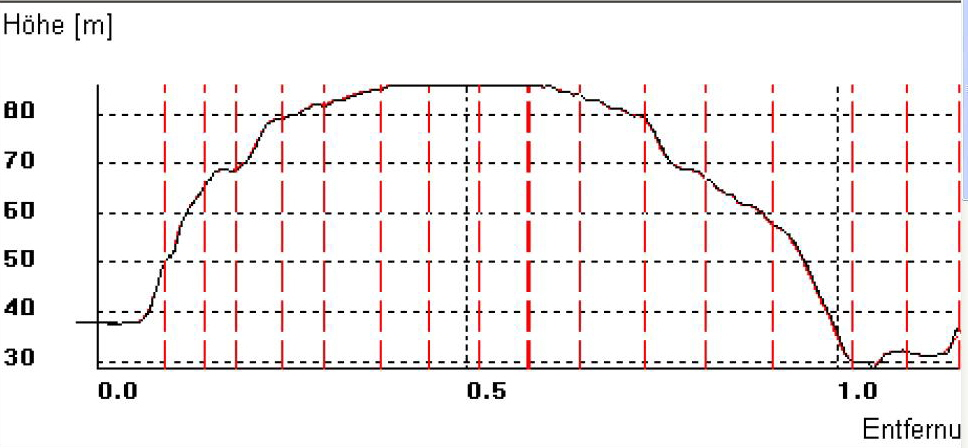
Höhenprofil; links: Fußpunkt im Westen bei der Nordsternstraße

## Bramme für das Ruhrgebiet

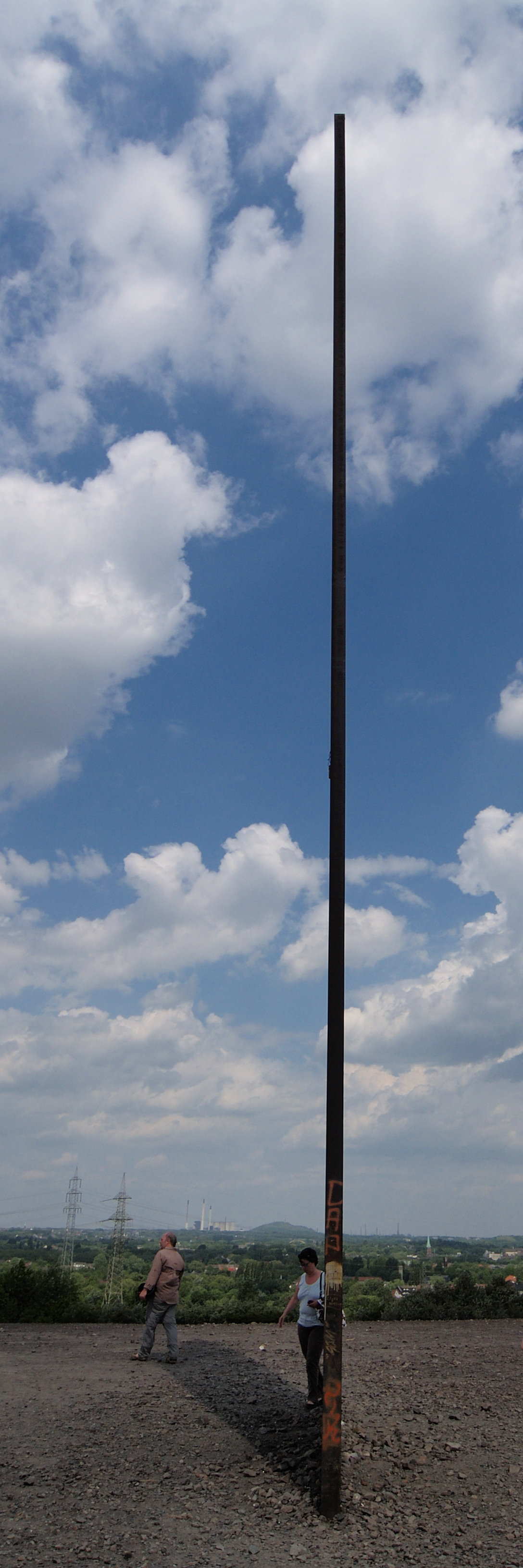
Schmalseite

Die Bramme für das Ruhrgebiet ist eine minimalistische Skulptur des amerikanischen Künstlers Richard Serra.
Sie wurde am 10. November 1998 aufgestellt. Sie steht auf dem höchsten Punkt einer elliptischen Ebene, die nur mit dem Abraummaterial der ehemaligen Bergehalde bedeckt ist und daher den Charakter einer Mondlandschaft hat. Die Flanken der Halde sind begrünt und mit Wanderwegen versehen.
Die Bramme ist mit ihren Breitseiten exakt nach Osten/Westen ausgerichtet und um 3° nach Süden geneigt.
Die Bramme ist als Landmarke von weither sichtbar. Sie besteht aus Stahl, ist 14,5 m hoch, 4,2 m breit und 13,5 cm dick, ihr Gewicht beträgt 67 Tonnen. Hergestellt wurde sie in Frankreich von der Firma Creusot-Loire-Industries, da es im Ruhrgebiet zum Zeitpunkt der Fertigung für diese Größe keine Produktionsstätte mehr gab. Die Kosten der Landmarke betrugen 1 Mio. DM; sie wurden zu 90 % aus Landesmitteln finanziert.

## Ausblicke von der Halde

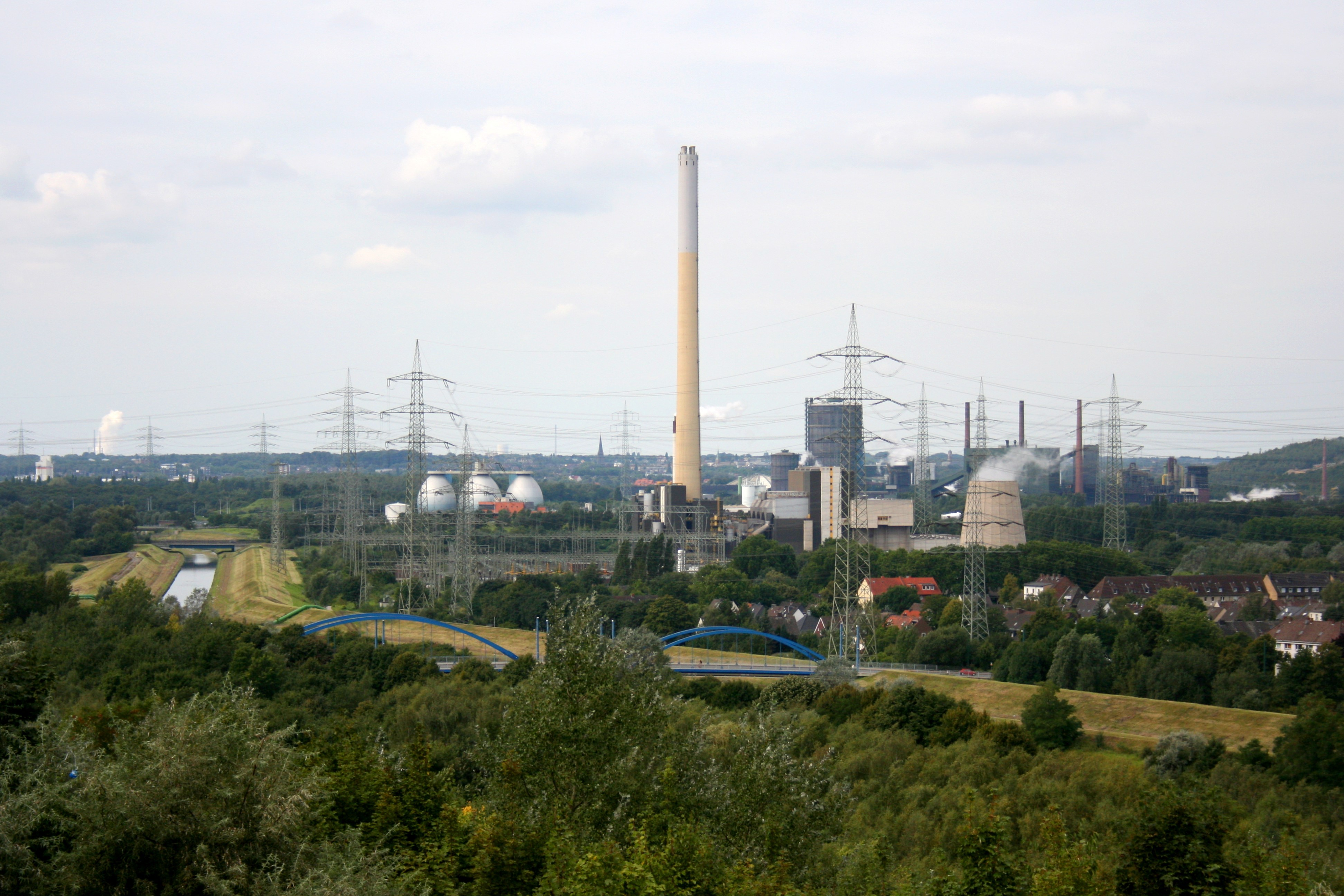
Emscher  mit dem Klärwerk Bottrop und das Müllheizkraftwerk Essen-Karnap
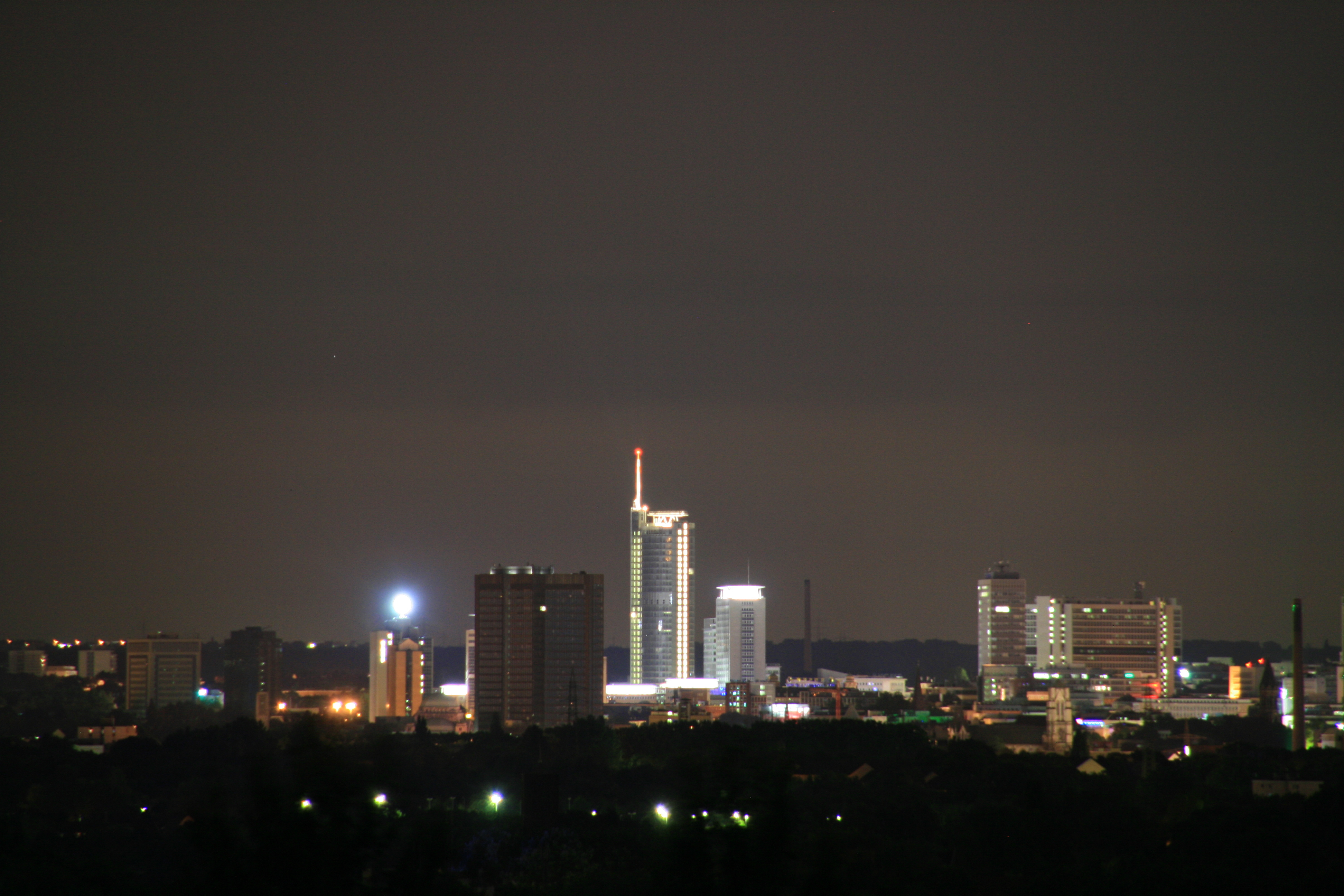
Essen bei Nacht
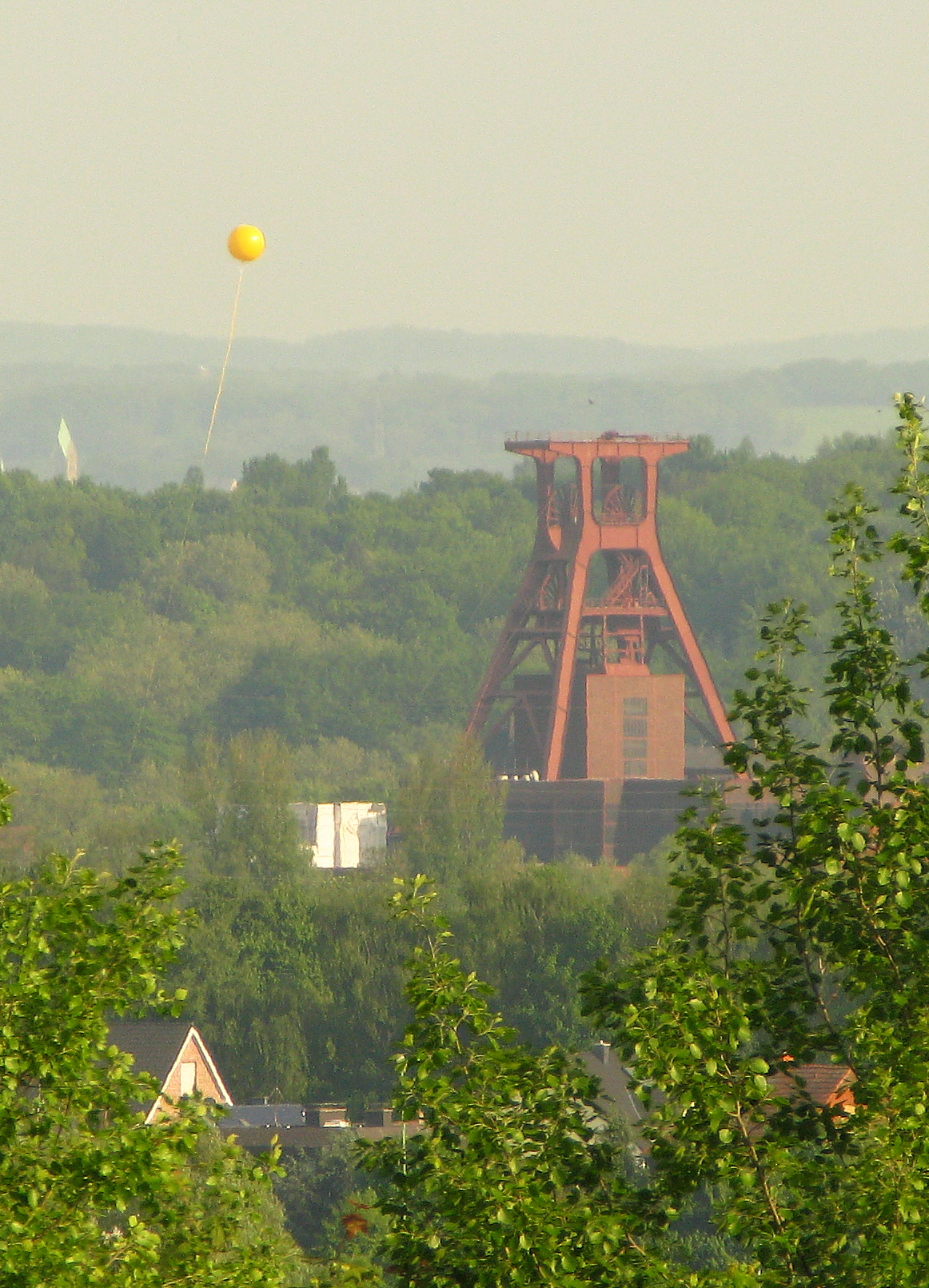
~3,5 km nach Süden: Schacht XII von Zeche Zollverein (mit SchachtZeichen-Ballon am 22. Mai 2010)
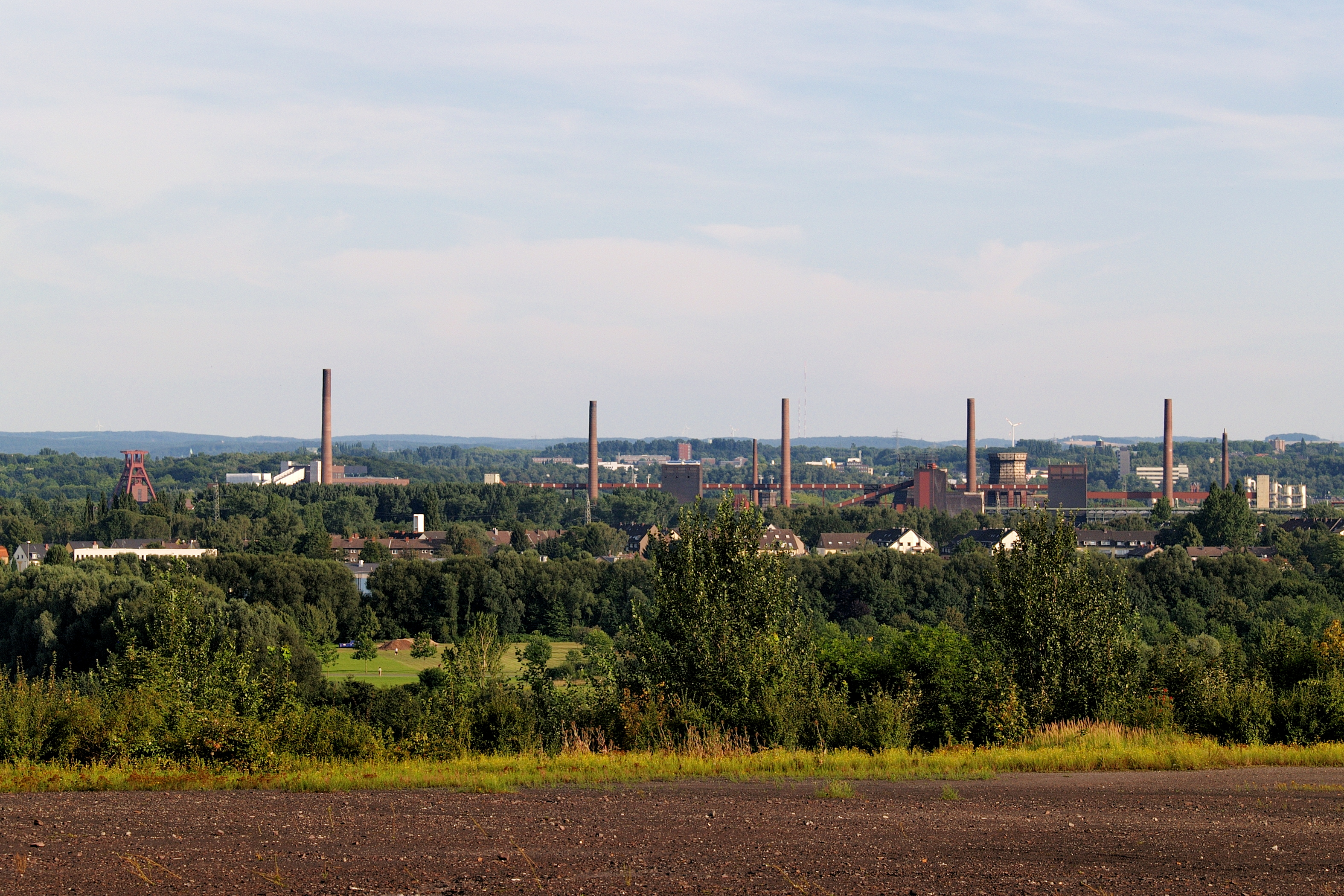
Kokerei Zollverein